# Flemming Povlsen
Flemming Søgaard Povlsen (Brabrand, 1966. december 3. –) Európa-bajnok dán válogatott labdarúgó, edző.

## Pályafutása

### Klubcsapatban
A helyi kis város csapatában, Vibyben kezdett futballozni, majd 1984-ben leigazolta az Aarhus. 1986-ban a Real Madrid tartalékcsapatához a Real Madrid Castillahoz szerződött, ahol egy évig játszott. 1987-ben Németországba vezetett az útja az Köln együtteséhez, ahol együtt játszott honfitársával Morten Olsennel. A Köln színeiben két bajnoki ezüstérmet szerzett az 1988–89-es és az 1989–90-es szezonban. 1989-ben a holland PSV Eindhoven igazolta le, mellyel 1990-ben megnyerte a holland kupát, a szezon végén azonban távozott és visszatért Németországba a Borussia Dortmund csapatához. Öt szezonon keresztül volt a Dortmund játékosa, de a sorozatos térdsérülések miatt 1995 márciusában visszavonult a profi játéktól.  

### A válogatottban
1987 és 1994 között 62 alkalommal szerepelt a dán válogatottban és 21 gólt szerzett. Részt vett az 1988-as Európa-bajnokságon és tagja volt az 1992-es Európa-bajnokságon győztes válogatott keretének is. 

## Sikerei, díjai
PSV Eindhoven
- Holland kupa (1): 1989–90

Borussia Dortmund
- Német bajnok (1): 1995–96
- UEFA-kupa döntős (1): 1992–93

Dánia
- Európa-bajnok (1): 1992